# Андон Попов
Андон Попов (Доне Попчето, среща се и като Антон Иванов Антонов) е български революционер, деец на ВМОРО, комунистически активист.

## Биография
Роден е през 1888 година в българския южномакедонски град Кукуш, тогава в Османската империя, днес Килкис, Гърция.
Включва се в борбата за освобождение на Македония. След създаването на Народната федеративна партия нейна организация се образува и в Кукуш. В нея влизат дейци и активни ръководители на Вътрешната организация като Туше Делииванов, Христо Янков, Христо Влахов и други, а Андон Попчето е един от представителите на по-младото поколение.
През Балканската война е доброволец в Македоно-одринското опълчение, в нестроева рота на 13-а кукушка дружина.
След унищожаването на Кукуш по време на Междусъюзническата война семейството му се заселва в останалия в България Гюмюрджина. След Първата световна война, когато България губи Западна Тракия с Гюмюрджина, Доне Попов се установява в София. Свързва се с Вътрешната македонска революционна организация. В 1920 година става член на Българската комунистическа партия. Работи под прякото ръководство на Димо Хаджидимов, на когото е неразделен другар.
След атентата в църквата „Света Неделя“ (16 април 1925 година) е арестуван и закаран в Дирекцията на полицията. След около месец е обявен за „безследно изчезнал“.